# Tairrdelbach Ua Conchobair
Tairrdelbach Ua Conchobair, död 1156, var en irländsk monark. 
Han var kung av Connaught 1106-1156, och Irlands högkung mellan 1119 och 1156. 